# 魏岑巴赫河
50°6′3.35″N 9°13′45.37″E / 50.1009306°N 9.2292694°E

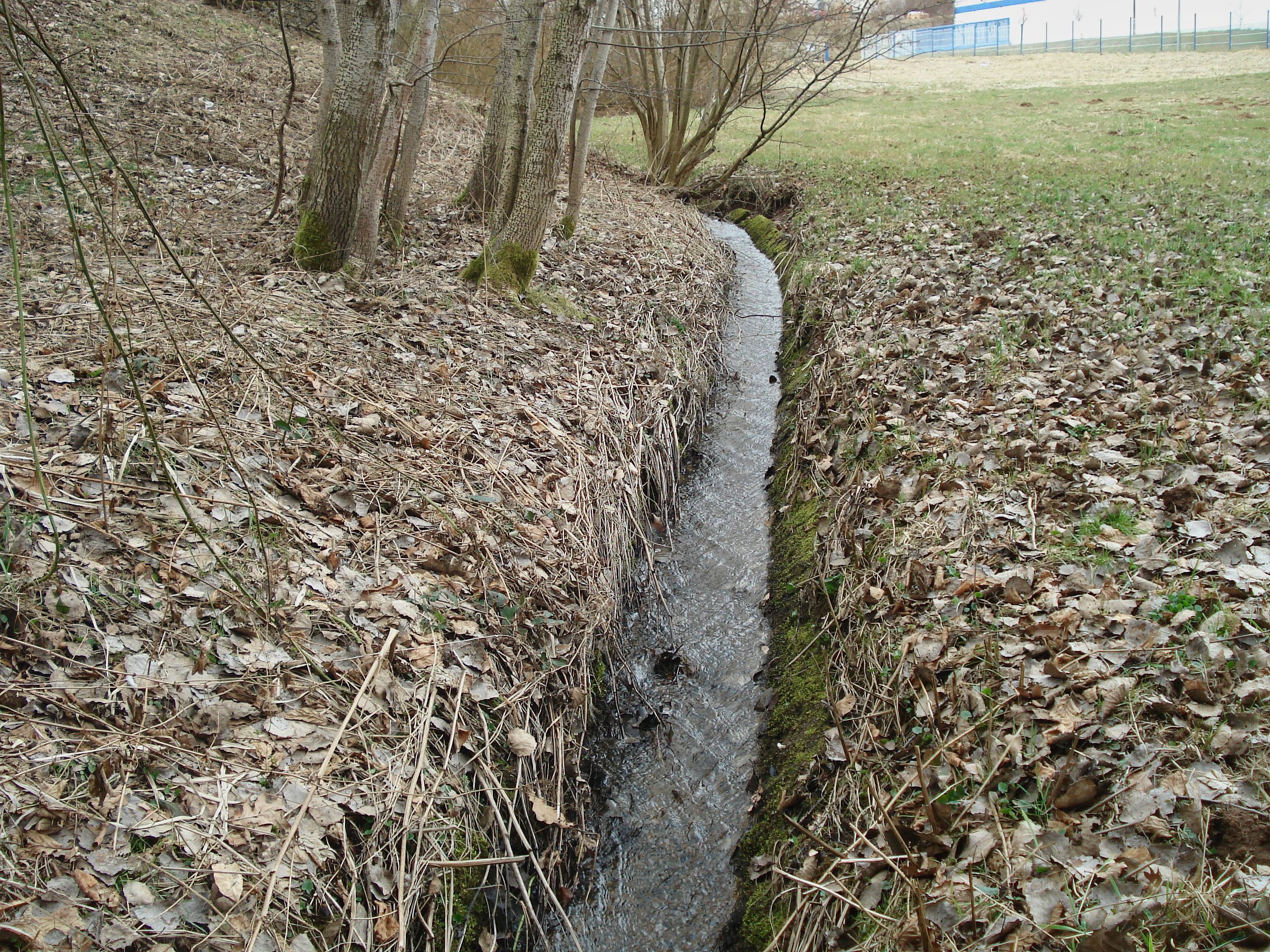

魏岑巴赫河（德語：Weizenbach），是德國的河流，位於該國東南部，由巴伐利亞負責管轄，屬於施內彭巴赫河的右支流，河道全長1.4公里，流域面積0.8平方公里。